# Liste der Mitglieder der Versammlung der 34 (Oldenburg)
Die folgende Liste nennt die Mitglieder der Versammlung der 34, dem ersten Oldenburgischen Landtag.
| Kreis                 | Amt               | Abgeordneter                                | Vertreter                                    | Anmerkung |
| --------------------- | ----------------- | ------------------------------------------- | -------------------------------------------- | --------- |
| Kreis Oldenburg       | Stadt Oldenburg   | Hofrat Dietrich Christian von Buttel        | Obergerichtsanwalt Maximilian Heinrich Rüder |           |
| Kreis Oldenburg       | Amt Oldenburg     | Gutsbesitzer Adam Bartold Ludwig von Lützow | Obergerichtsanwalt Dr. Gerhard Groskopff     |           |
| Kreis Oldenburg       | Amt Elsfleth      | Hausmann Johann Gerhard Bunnemann           | Advokat Cropp                                |           |
| Kreis Oldenburg       | Amt Zwischenahn   | Rechnungsführer Ferdinand Diedrich Brader   | Organist Engelriede                          |           |
| Kreis Neuenburg       | Amt Rastede       | Advokat Johann Diedrich (Dieterich) Goose   | Kammerassessor Friedrich Christian Reiners   |           |
| Kreis Neuenburg       | Amt Westerstede   | Kirchspielsvogt Johann Bernhard Strodthoff  | Aktionator Luks                              |           |
| Kreis Neuenburg       | Amt Bockhorn      | Assessor Carl Julius Dannenberg             | Kaufmann Friedrich Wilhelm Georg             |           |
| Kreis Neuenburg       | Amt Varel         | Kammerassessor Georg Fuhrken                | Apotheker Böckeler                           |           |
| Kreis Ovelgönne       | Amt Brake         | Advokat Julius Büsing                       | Hausmann Harbers                             |           |
| Kreis Ovelgönne       | Amt Rodenkirchen  | Hausmann Hergen Tantzen                     | Hausmann Ernst                               |           |
| Kreis Ovelgönne       | Amt Burhave       | Hausmann Diedrich Christian Bargmann        | Amtsauditor August Janßen                    |           |
| Kreis Ovelgönne       | Amt Landwürden    | Kirchspielsvogt Johann Friedrich Fixsen     | Kaufmann Telge                               |           |
| Kreis Delmenhorst     | Stadt Delmenhorst | Landgerichtsassessor Heinrich Sprenger      | Hilfsprediger Anton von Lindern              |           |
| Kreis Delmenhorst     | Amt Delmenhorst   | Kirchspielsvogt Christian Heinrich Cordes   | Karl Kothen                                  |           |
| Kreis Delmenhorst     | Amt Berne         | Auktionator Gerhard Bulling                 | Kirchspielsvogt Thole                        |           |
| Kreis Delmenhorst     | Amt Ganderkesee   | Amtsauditor Franz Morell                    | Auktionator Buchholtz                        |           |
| Kreis Delmenhorst     | Amt Wildeshausen  | Advokat Franz Christian Heinrich Ellerhorst | Auktionator Heintzen                         |           |
| Kreis Vechta          | Amt Vechta        | Advokat Franz Tappehorn                     | Advokat Albert Brägelmann                    |           |
| Kreis Vechta          | Amt Steinfeld     | Amtmann Lambert Pancratz                    | Kirchspielsvogt Franz Rösener                |           |
| Kreis Vechta          | Amt Damme         | Vicar Karl Schmitz                          | Advokat Meistermann                          |           |
| Kreis Cloppenburg     | Amt Cloppenburg   | Advokat Friedrich Wilhelm Pancratz          | Eduard Selckmann                             |           |
| Kreis Cloppenburg     | Amt Löningen      | Hermann Münzebrock                          | Crone Johann Gerhard Anton Crone             |           |
| Kreis Cloppenburg     | Amt Friesoythe    | Vicar Bargmann                              | Landmann Jansen                              |           |
| Kreis Jever           | Stadt Jever       | Hofrat Heinrich Georg Ehrentraut            | Dr. med. Chemnitz                            |           |
| Kreis Jever           | Amt Jever         | Hofrat Friedrich Mölling                    | Kirchspielsvogt Röbe Lührs                   |           |
| Kreis Jever           | Amt Tettens       | Stadtdirektor Johann Gerhard Müller         | Advokat Dr. Hoyer                            |           |
| Kreis Jever           | Amt Minsen        | Landmann Friedrich von Thünen               | Kirchspielsvogt Onnen                        |           |
| Fürstentum Lübeck     | Stadt Eutin       | Hofrat Ludwig Völckers                      | 0                                            | Präsident |
| Fürstentum Lübeck     | Amt Eutin         | Advokat Philipp Lindemann                   | 0                                            |           |
| Fürstentum Lübeck     | Amt Schwartau     | Amtsassessor Anton Heinrich Amann           | 0                                            |           |
| Fürstentum Birkenfeld | Amt Birkenfeld    | Bürgermeister Ferdinand Noel                | Konsistorialassessor Gerhard Wesche          |           |
| Fürstentum Birkenfeld | Amt Oberstein     | Advokat Christian Schmidt                   | Schöffe Jacob Veek                           |           |
| Fürstentum Birkenfeld | Amt Nohfelden     | Pfarrer Carl Lyncker                        | Bürgermeister Zöhler                         |           |